# Cycloramphus carvalhoi
Espèce
Statut de conservation UICN

 DD  : Données insuffisantes
Cycloramphus carvalhoi est une espèce d'amphibiens de la famille des Cycloramphidae.

## Répartition
Cette espèce est endémique du Sud-Est du Brésil. Elle se rencontre à Itatiaia dans l'État de Rio de Janeiro à la frontière du Minas Gerais et à Campos do Jordão dans l'État de São Paulo à environ 2 200 m d'altitude.

## Description
Les mâles mesurent de 58 à 62 mm.

## Étymologie
Cette espèce est nommée en l'honneur d'Antenor Leitão de Carvalho.

## Publication originale
- Heyer, 1983 : Variation and systematics of frogs of the genus Cycloramphus (Amphibia, Leptodactylidae). Arquivos de Zoologia, São Paulo, vol. 30, no 4, p. 235–339 (texte intégral).